# 1952年ヘルシンキオリンピックの陸上競技
1952年ヘルシンキオリンピックの陸上競技（1952ねんヘルシンキオリンピックのりくじょうきょうぎ）は、1952年7月20日から7月27日までの競技日程で実施された。

## 概要
男子は24種目、女子は9種目で争われた。

## 競技結果

### 男子
| 種目         | 金                                                                                                 | 金        | 銀                                                                                                   | 銀        | 銅 | 銅        |
| ------------ | -------------------------------------------------------------------------------------------------- | --------- | --- | --------- | --- | --------- |
| 100m         | リンディ・レミギノ アメリカ合衆国 (USA)                                                            | 10秒4     | ハーブ・マッキンリー ジャマイカ (JAM)                                                                | 10秒4     | エマニュエル・ベイリー イギリス (GBR)                                                                        | 10秒4     |
| 200m         | アンディ・スタンフィールド アメリカ合衆国 (USA)                                                    | 20秒7     | セイン・ベーカー アメリカ合衆国 (USA)                                                                | 20秒8     | ジェームズ・ギャザーズ アメリカ合衆国 (USA)                                                                  | 20秒8     |
| 400m         | ジョージ・ローデン ジャマイカ (JAM)                                                                | 45秒9     | ハーブ・マッキンリー ジャマイカ (JAM)                                                                | 45秒9     | オーリー・マトソン アメリカ合衆国 (USA)                                                                      | 46秒8     |
| 800m         | マルビン・ホイットフィールド アメリカ合衆国 (USA)                                                  | 1分49秒2  | アーサー・ウィント ジャマイカ (JAM)                                                                  | 1分49秒4  | ハインツ・ウルツハイマー 西ドイツ (FRG)                                                                      | 1分49秒7  |
| 1500m        | ヨジー・バーテル ルクセンブルク (LUX)                                                              | 3分45秒1  | ボブ・マクミレン アメリカ合衆国 (USA)                                                                | 3分45秒2  | ヴェルナー・リューグ 西ドイツ (FRG)                                                                          | 3分45秒4  |
| 5000m        | エミール・ザトペック チェコスロバキア (TCH)                                                        | 14分06秒6 | アラン・ミムン フランス (FRA)                                                                        | 14分07秒4 | ヘルベルト・シャーデ 西ドイツ (FRG)                                                                          | 14分08秒6 |
| 10000m       | エミール・ザトペック チェコスロバキア (TCH)                                                        | 29分17秒0 | アラン・ミムン フランス (FRA)                                                                        | 29分32秒8 | アレクサンドル・アヌフリエフ ソビエト連邦 (URS)                                                              | 29分48秒2 |
| マラソン     | エミール・ザトペック チェコスロバキア (TCH)                                                        | 2:23:03   | レイナルド・ゴルノ アルゼンチン (ARG)                                                                | 2:25:35   | グスタフ・ヤンション スウェーデン (SWE)                                                                      | 2:26:07   |
| 110mハードル | ハリソン・ディラード アメリカ合衆国 (USA)                                                          | 13秒7     | ジャック・デービス アメリカ合衆国 (USA)                                                              | 13秒7     | アーサー・バーナード アメリカ合衆国 (USA)                                                                    | 14秒1     |
| 400mハードル | チャールズ・ムーア アメリカ合衆国 (USA)                                                            | 50秒8     | ユーリ・リトゥエフ ソビエト連邦 (URS)                                                                | 51秒3     | ジョン・ホランド ニュージーランド (NZL)                                                                      | 52秒2     |
| 3000m障害    | ホレス・アッシェンフェルター アメリカ合衆国 (USA)                                                  | 8分45秒4  | ウラジミール・カザンツェフ ソビエト連邦 (URS)                                                        | 8分51秒6  | ジョン・ディズリー イギリス (GBR)                                                                            | 8分51秒8  |
| 4x100mリレー | アメリカ合衆国 ディーン・スミス ハリソン・ディラード リンディ・レミギノ アンディ・スタンフィールド | 40秒1     | ソビエト連邦 ボリス・トカレフ レヴァン・カリャエフ レヴァン・サナゼ ウラジミール・スハレフ           | 40秒3     | ハンガリー ザラーンディ・ラースロー ヴァラスディ・ゲーザ チャーニ・ジェルジ ゴルドヴァーニ・ベラ             | 40秒5     |
| 4x400mリレー | ジャマイカ アーサー・ウィント レスリー・レイング ハーブ・マッキンリー ジョージ・ローデン           | 3分03秒9  | アメリカ合衆国 オーリー・マトソン ジェラルド・コール チャールズ・ムーア マルビン・ホイットフィールド | 3分04秒0  | 西ドイツ ハンス・ガイスター ギュンター・シュタイネス ハインツ・ウルツハイマー カール＝フリードリッヒ・ハース | 3分06秒6  |
| 10km競歩     | ヨーン・ミカエルソン スウェーデン (SWE)                                                            | 45分02秒8 | フリッツ・シュワブ スイス (SUI)                                                                      | 45分41秒0 | ブルーノ・ユンク ソビエト連邦 (URS)                                                                          | 45分41秒0 |
| 50km競歩     | ジュゼッペ・ドルドーニ イタリア (ITA)                                                              | 4:23:07   | ヨゼフ・ドレジャル チェコスロバキア (TCH)                                                            | 4:30:17   | アンタル・ローカ ハンガリー (HUN)                                                                            | 4:31:27   |
| 走幅跳       | ジェローム・ビッフル アメリカ合衆国 (USA)                                                          | 7m57cm    | メレディス・ゴーディン アメリカ合衆国 (USA)                                                          | 7m53cm    | エデン・フェルデシ ハンガリー (HUN)                                                                          | 7m30cm    |
| 三段跳       | アデマール・ダ・シルバ ブラジル (BRA)                                                              | 16m22cm   | レオニード・シチェルバコフ ソビエト連邦 (URS)                                                        | 15m98cm   | アルノルド・デボニシュ ベネズエラ (VEN)                                                                      | 15m52cm   |
| 走高跳       | ウォルター・デービス アメリカ合衆国 (USA)                                                          | 2m04cm    | ケネス・ウィースナー アメリカ合衆国 (USA)                                                            | 2m01cm    | ジョゼ・ダ・コンセイソン ブラジル (BRA)                                                                      | 1m98cm    |
| 棒高跳       | ボブ・リチャーズ アメリカ合衆国 (USA)                                                              | 4m55cm    | ドナルド・ラッズ アメリカ合衆国 (USA)                                                                | 4m50cm    | ラグナー・ルンドベリ スウェーデン (SWE)                                                                      | 4m40cm    |
| 砲丸投       | パリー・オブライエン アメリカ合衆国 (USA)                                                          | 17m41cm   | ダロウ・フーパー アメリカ合衆国 (USA)                                                                | 17m39cm   | ジム・フックス アメリカ合衆国 (USA)                                                                          | 17m06cm   |
| 円盤投       | シム・アイネス アメリカ合衆国 (USA)                                                                | 55m03cm   | アドルフォ・コンソリーニ イタリア (ITA)                                                              | 53m78cm   | ジェームズ・ディリオン アメリカ合衆国 (USA)                                                                  | 53m28cm   |
| ハンマー投   | チェルマーク・ヨージェフ ハンガリー (HUN)                                                          | 60m34cm   | カール・シュトルヒ 西ドイツ (FRG)                                                                    | 58m86cm   | イムレ・ネーメト ハンガリー (HUN)                                                                            | 57m74cm   |
| やり投       | サイラス・ヤング アメリカ合衆国 (USA)                                                              | 73m78cm   | ビル・ミラー アメリカ合衆国 (USA)                                                                    | 72m46cm   | トイヴォ・フーティアイネン フィンランド (FIN)                                                                | 71m89cm   |
| 十種競技     | ボブ・マサイアス アメリカ合衆国 (USA)                                                              | 7887点    | ミルトン・キャンベル アメリカ合衆国 (USA)                                                            | 6975点    | フロイド・シモンズ アメリカ合衆国 (USA)                                                                      | 6788点    |

### 女子
| 種目         | 金                                                                                           | 金      | 銀                                                                               | 銀      | 銅                                                                                           | 銅      |
| ------------ | -------------------------------------------------------------------------------------------- | ------- | -------------------------------------------------------------------------------- | ------- | -------------------------------------------------------------------------------------------- | ------- |
| 100m         | マージョリー・ジャクソン オーストラリア (AUS)                                                | 11秒5   | ダフネ・ハセンジャガー 南アフリカ (RSA)                                          | 11秒8   | シャーリー・ストリックランド・デ・ラ・ハンティ オーストラリア (AUS)                          | 11秒9   |
| 200m         | マージョリー・ジャクソン オーストラリア (AUS)                                                | 23秒7   | パック・ブラウワー オランダ (NED)                                                | 24秒2   | ナデジダ・フニキナ ソビエト連邦 (URS)                                                        | 24秒2   |
| 80mハードル  | シャーリー・ストリックランド・デ・ラ・ハンティ オーストラリア (AUS)                          | 10秒9   | マリア・ゴルブニチャヤ ソビエト連邦 (URS)                                        | 11秒1   | マリア・ザンダー 西ドイツ (FRG)                                                              | 11秒1   |
| 4x100mリレー | アメリカ合衆国 メイ・ファッグス バーバラ・ジョーンズ ジャネット・モロー キャサリン・ハーディ | 45秒9   | 西ドイツ ウルスラ・クナップ マリア・ザンダー ヘルガ・クライン マルガ・ペテルセン | 45秒9   | イギリス シルビア・チーズマン ジューン・フォールズ ジーン・デスフォルゲ ヘザー・アーミテージ | 46秒2   |
| 走高跳       | エスター・ブランド 南アフリカ (RSA)                                                          | 1m67cm  | シーラ・レーウィル イギリス (GBR)                                                | 1m65cm  | アレクサンドラ・チュジナ ソビエト連邦 (URS)                                                  | 1m63cm  |
| 走幅跳       | イヴェット・ウィリアムズ ニュージーランド (NZL)                                              | 6m24cm  | アレクサンドラ・チュジナ ソビエト連邦 (URS)                                      | 6m14cm  | シャーリー・コーリー イギリス (GBR)                                                          | 5m92cm  |
| 砲丸投       | ガリナ・ジビナ ソビエト連邦 (URS)                                                            | 15m28cm | マリアンネ・ヴェルナー 西ドイツ (FRG)                                            | 14m57cm | クラウディア・トチェノーワ ソビエト連邦 (URS)                                                | 14m50cm |
| 円盤投       | ニーナ・ロマシェコワ ソビエト連邦 (URS)                                                      | 51m42cm | エリザベータ・バグリアンツェワ ソビエト連邦 (URS)                                | 47m08cm | ニーナ・ドゥンバゼ ソビエト連邦 (URS)                                                        | 46m29cm |
| やり投       | ダナ・ザトペコワ チェコスロバキア (TCH)                                                      | 50m47cm | アレクサンドラ・チュジナ ソビエト連邦 (URS)                                      | 50m01cm | エレーナ・ゴルチャコワ ソビエト連邦 (URS)                                                    | 49m76cm |

## 各国メダル数
| 順 | 国・地域               | 金 | 銀 | 銅 | 計 |
| -- | ---------------------- | -- | -- | -- | -- |
| 1  | アメリカ合衆国 (USA)   | 15 | 10 | 6  | 31 |
| 2  | チェコスロバキア (TCH) | 4  | 1  | 0  | 5  |
| 3  | オーストラリア (AUS)   | 3  | 0  | 1  | 4  |
| 4  | ソビエト連邦 (URS)     | 2  | 8  | 7  | 17 |
| 5  | ジャマイカ (JAM)       | 2  | 3  | 0  | 5  |
| 6  | イタリア (ITA)         | 1  | 1  | 0  | 2  |
| 6  | 南アフリカ (RSA)       | 1  | 1  | 0  | 2  |
| 8  | ハンガリー (HUN)       | 1  | 0  | 4  | 5  |
| 9  | スウェーデン (SWE)     | 1  | 0  | 2  | 3  |
| 10 | ブラジル (BRA)         | 1  | 0  | 1  | 2  |
| 10 | ニュージーランド (NZL) | 1  | 0  | 1  | 2  |
| 12 | ルクセンブルク (LUX)   | 1  | 0  | 0  | 1  |
| 13 | ドイツ (GER)           | 0  | 3  | 5  | 8  |
| 14 | フランス (FRA)         | 0  | 2  | 0  | 2  |
| 15 | イギリス (GBR)         | 0  | 1  | 4  | 5  |
| 16 | アルゼンチン (ARG)     | 0  | 1  | 0  | 1  |
| 16 | オランダ (NED)         | 0  | 1  | 0  | 1  |
| 16 | スイス (SUI)           | 0  | 1  | 0  | 1  |
| 19 | フィンランド (FIN)     | 0  | 0  | 1  | 1  |
| 19 | ベネズエラ (VEN)       | 0  | 0  | 1  | 1  |